# Papeuen Nicah
Papeuen Nicah is een bestuurslaag in het regentschap Pidie van de provincie Atjeh, Indonesië. Papeuen Nicah telt 569 inwoners (volkstelling 2010).